# Sülüktü
Sülüktü (kirgiziska: Сүлүктү) är en stad i provinsen Batken i sydvästra Kirgizistan, inte långt från gränsen mot Tadzjikistan.  Staden ligger cirka 500 kilometer sydväst om huvudstaden Bisjkek, på en höjd av 1251 meter över havet och antalet invånare 2015 var 15 019.

## Geografi
Terrängen runt Sülüktü är lite bergig. Runt Sülüktü är det ganska glesbefolkat, med 29 invånare per kvadratkilometer. Närmaste större samhälle är Isfana, 11,4 km söder om Sülüktü. Trakten runt Sülüktü består i huvudsak av gräsmarker.

### Klimat
Inlandsklimat råder i trakten. Årsmedeltemperaturen i trakten är 12 °C. Den varmaste månaden är augusti, då medeltemperaturen är 26 °C, och den kallaste är januari, med −8 °C. Genomsnittlig årsnederbörd är 560 millimeter. Den regnigaste månaden är april, med i genomsnitt 87 mm nederbörd, och den torraste är september, med 12 mm nederbörd.